# Beleko
Beleko, Bele ou Beleztar est un personnage ou une créature de la mythologie basque, le seigneur des grottes. En soi, c'est la personnification du corbeau.
Le corbeau est l'un des nombreux noms de Mari. Les habitants de Zegama ont souvent vu Mari sous la forme d'un corbeau dans la grotte d'Aketegi.